# Giuseppe Piccone
Giuseppe Piccone (Albissola Marina, prima metà XIX secolo – Albissola Marina, inizi XX secolo) è stato un ceramista italiano.

## Biografia
Insieme al fratello Antonio, fondò nel 1856 ad Albissola Marina un laboratorio artigiano di stoviglie e pentole in ceramica e terracotta. Successivamente, a partire dal 1895, iniziò a produrre anche ceramiche artistiche, nel tipico stile locale "biancoblu". Per un certo periodo ebbe anche una seconda bottega nella città di Napoli.
Negli ultimi anni dell'Ottocento vi lavorò come giovane aiutante Giuseppe Bausin Mazzotti.
Agli inizi del Novecento la proprietà passò al figlio Ermanno Piccone, che rivoluzionò lo stile artistico rendendolo più consono alle mode del tempo, avvalendosi della direzione artistica di Dario Ravano e Pietro Rabbia. 
L'attività cessò nei primi anni della seconda guerra mondiale.
Giuseppe Piccone fu nonno di Antonio Sabatelli,  artista della ceramica albisolese nel secondo dopoguerra.